# El mito del orgasmo vaginal
El mito del orgasmo vaginal es un ensayo feminista de la sexualidad de las mujeres escrito por Anne Koedt en 1968 y publicado en 1970. Apareció por primera vez como un esbozo de cuatro párrafos en el diario Notes from the Second Year publicado por New York Radical Women, basado parcialmente en las investigaciones y hallazgos de la obra de 1966 Respuesta sexual humana, publicada por Masters y Johnson. El mito se distribuyó como panfleto en su forma completa, incluyendo secciones sobre la evidencia del orgasmo clitoriano, anatomía femenina, y las razones por las cuales se mantiene el «mito» del orgasmo vaginal.
Koedt escribió esta respuesta feminista durante la revolución sexual de los años 1960. El objetivo de esta respuesta es abordar el «mito del orgasmo vaginal», crear conciencia y educación para mujeres y hombres sobre el placer sexual femenino, y contrarrestar el pensamiento previo sobre el orgasmo femenino. Koedt reflexiona en sus escritos:

Fueron los sentimientos de Freud sobre la relación secundaria e inferior de las mujeres con los hombres los que formaron la base de sus teorías sobre la sexualidad femenina. Una vez que estableció la ley sobre la naturaleza de nuestra sexualidad, Freud no descubrió tan extrañamente un tremendo problema de frigidez en las mujeres. Su cura recomendada para una mujer que era gélida era la atención psiquiátrica. Ella sufría por no ajustarse mentalmente a su papel «natural» como mujer.

Koedt rompe las barreras sociales de lo que se considera aceptable para discutir y su artículo jugó un papel vital en la revolución sexual feminista y se basa en las investigaciones realizadas por Alfred Kinsey, entre otros, sobre la sexualidad humana para apoyar sus afirmaciones.